# レクト駅
レクト駅（レクトえき、英語: Recto station、別名: レクト・ターミナル駅（レクト・ターミナルえき、英語: Recto Terminal station））は、フィリピン・マニラ首都圏のマニラ市にあるマニラLRT2号線の駅である。同線の終点となっている。
LRT1号線のドロテオ・ホセ駅と徒歩で乗り換え可能である。

## 歴史
駅名は真下を通るレクト通りに由来しており、その通り名は元国会議員のクラロ・M・レクトに由来している。
- 2004年10月29日：レガルダ駅 - 当駅間開業に伴い開設。LRT2号線の終着駅となる。

## 駅構造
相対式ホーム2面2線を有するを有する高架駅である。

## 駅周辺
- Isetann Cinerama Recto
- Manila Grand Opera Hotel
- Fabella Memorial Hospital
- Manila City Jail
- University Belt
  - Far Eastern University
  - Chiang Kai Shek College
  - Arellano High School
  - University of the East
  - Philippine College of Criminology
  - Philippine College of Health Sciences
  - STI College Recto
  - Access Computer College-Manila
  - Saint Stephen's High School.

## ギャラリー

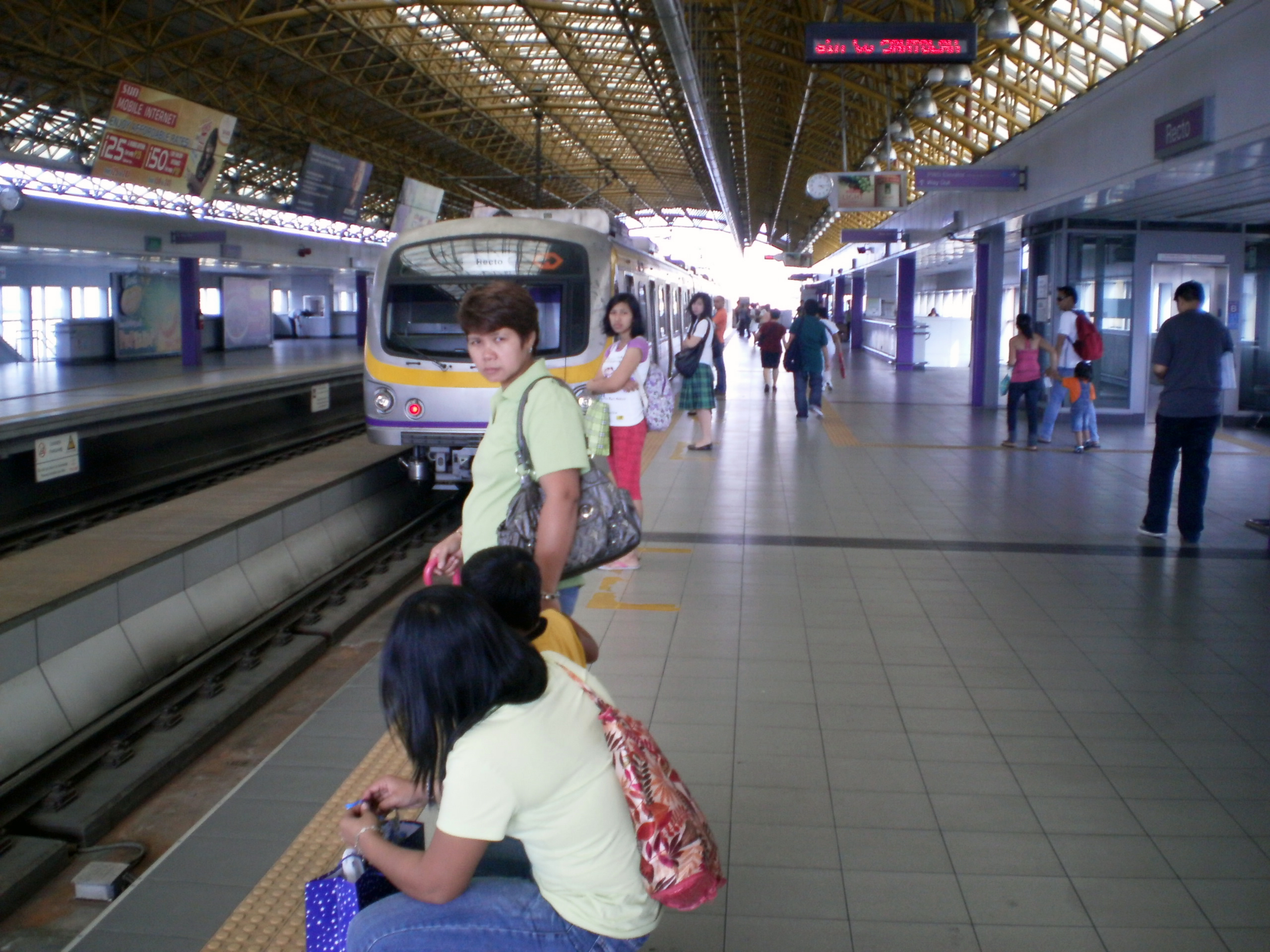
プラットホームに停車するLRT2号線
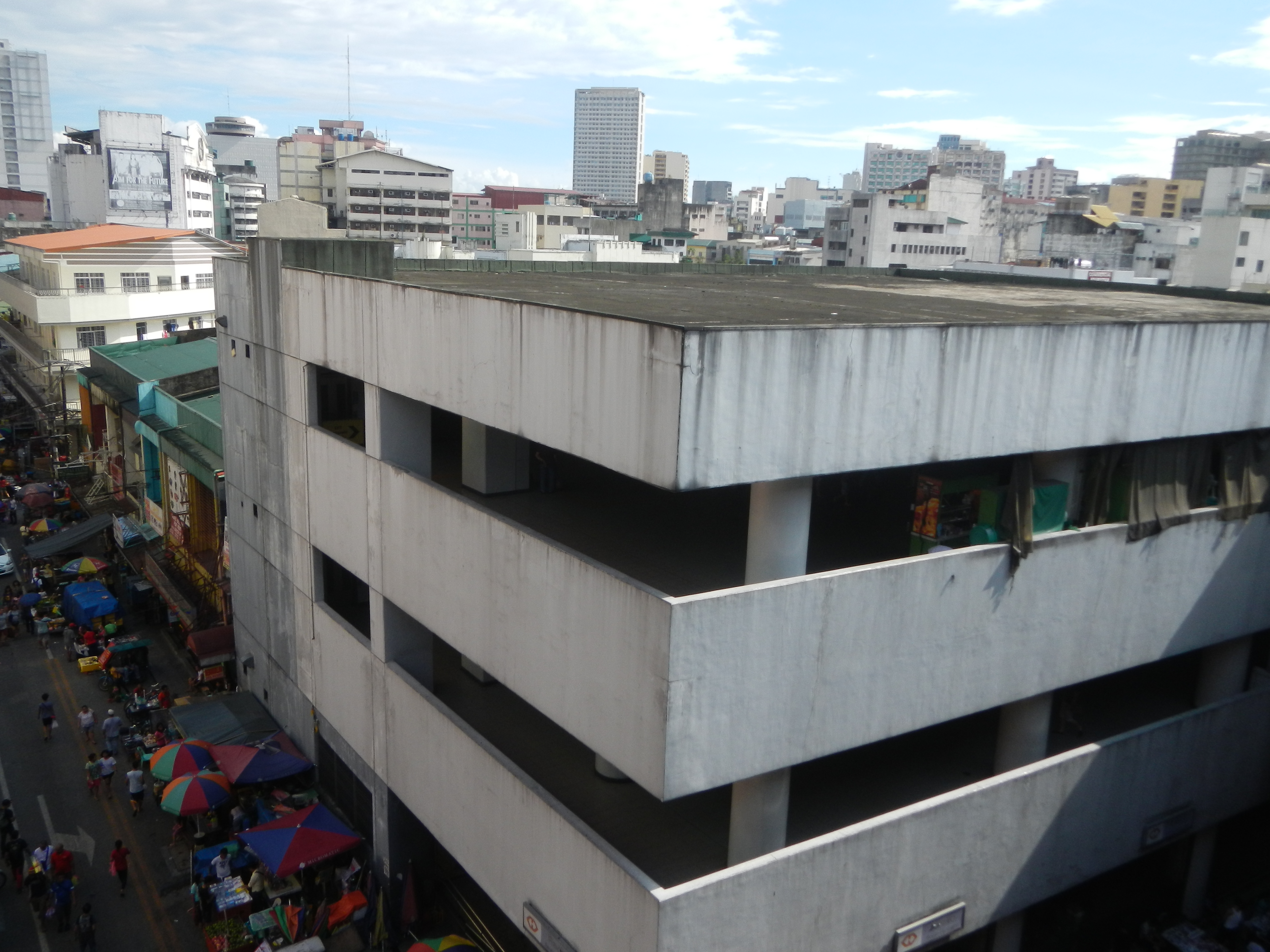
南口
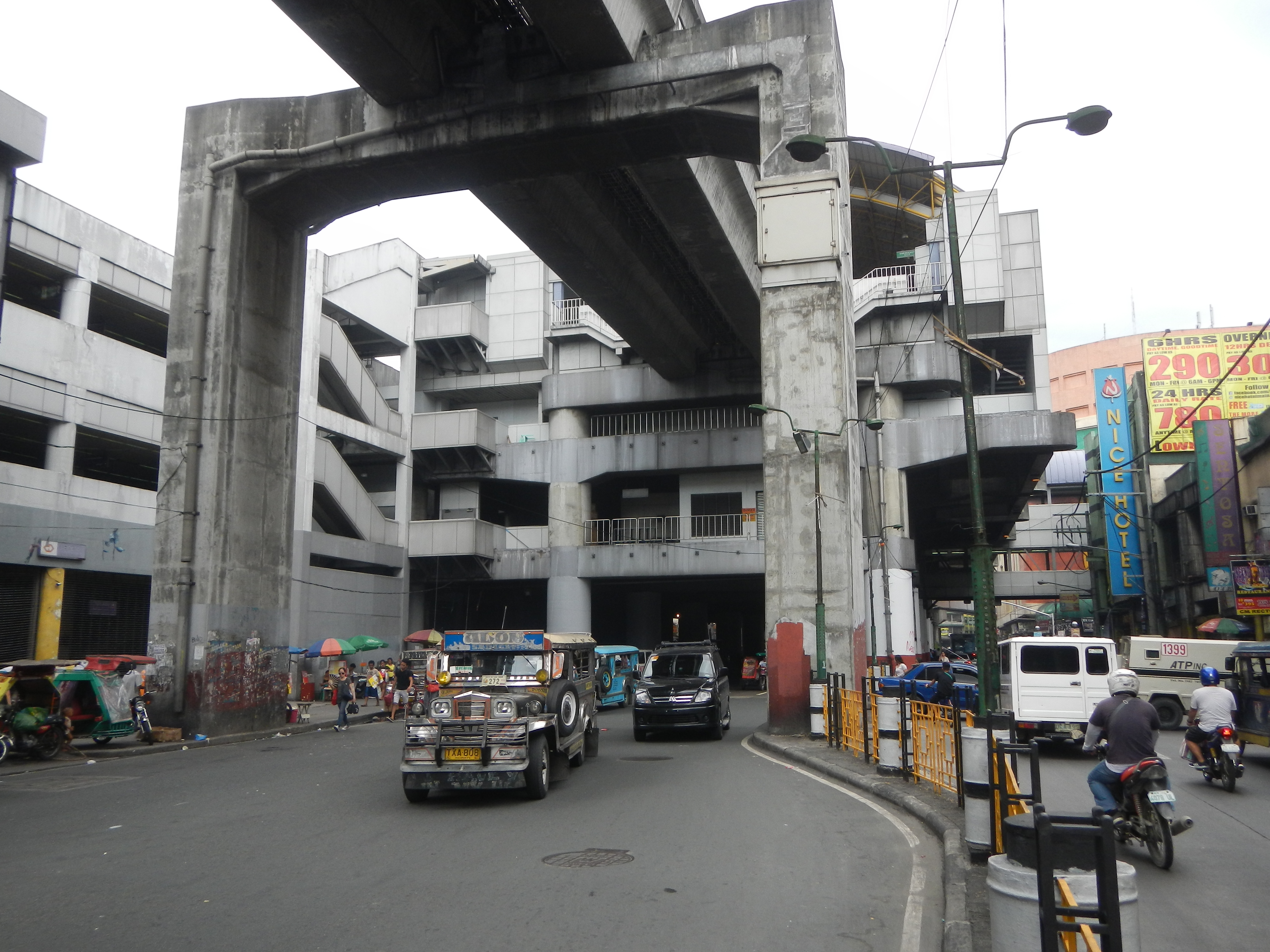
地上から見た駅